# Farol da Ilha Rasa
O Farol da Ilha Rasa é uma farol do Estado do Rio de Janeiro, no Brasil. Está localizado na Ilha Rasa a cerca de dez quilômetros da barra da baía da Guanabara.
Trata-se de uma torre cilíndrica no cimo de uma torre quadrangular de três andares, com lanterna e galeria e 26 metros de altura. Tudo em alvenaria branca, com cunhais em cantaria de pedra aparente.
Tem em funcionamento, uma das duas únicas lentes meso-radiantes de Fresnel da casa Barbier & Bernard (BBT), que se conhece terem sido fabricadas. A outra encontra-se no Farol de Abrolhos, no estado da Bahia.
Emite dois lampejos brancos e um vermelho a cada quinze segundos com um alcance de 51 milhas náuticas para a cor branca e de 45 milhas náuticas para a cor vermelha. É conjuntamente com o Farol da Ilha de Abrolhos, o farol marítimo mais potente do mundo, só sendo ultrapassado em alcance, pelo farol aéreo de Tetuan (aeroporto de Sania Ranel) em Marrocos, com 54 milhas náuticas de alcance.

## História
Graças à sua posição privilegiada, foi utilizada como auxílio à navegação, primitivamente com o auxílio de uma fogueira acesa em seu ponto mais alto (77 metros acima do nível do mar) por um eremita que ali habitava, possivelmente um escravo alforriado que recebia a quantia de mil réis por mês.
Em 1819, a Junta do Commercio, Agricultura, Fábricas e Navegação encaminha a João VI de Portugal os planos e desenhos organizados pelo engenheiro João de Souza Pacheco para a construção de um farol na Ilha Rasa. A construção, sob a direção do mesmo profissional, teria sido autorizada em 17 de setembro do mesmo ano, tendo sido utilizada a mão de obra de presos sentenciados.
A obra foi inaugurada apenas em 31 de julho de 1829, dado que estivera na posse de um corsário argentino durante os três anos anteriores.
Quando o farol foi construído, o alto da escarpa foi utilizado também como uma bateria militar, de que é testemunho uma antiga peça de artilharia que ainda ali se conserva. As demais, outrora existentes, foram lançadas ao mar pelas borrascas, não tendo sido mais recuperadas.
Foi utilizada como prisão política, ali tendo estado detido o catedrático José Oiticica, por ocasião da Insurreição anarquista de 1918, e novamente durante o Estado Novo.

## Características
O farol apresenta planta quadrangular em três pavimentos e circular no topo, elevando-se a 26 metros de altura, em alvenaria com cantaria nos vértices. Originalmente iluminava a 3ª légua da barra, com altura de 441 palmos (101 metros) acima do nível do mar, podendo ser visto até à 10ª légua. Utilizava uma lente de cristal francês com 2,5 metros de diâmetro e um sistema mecânico pesando 7,5 toneladas. Esse conjunto podia ser facilmente movimentado graças a um anel de mercúrio líquido que servia de base à lente.
O conjunto foi modernizado em 1883, passando a operar com energia elétrica gerada por um dínamo fabricado pela empresa francesa "La Maison Soutter et Lemunier".
Em 1907 foi instalada a estação pluviométrica e, em 1909, uma estação telegráfica, além de um pequeno guindaste para o abastecimento da ilha. Nesse mesmo ano, em outubro, o antigo sistema elétrico foi substituído por um aparelho de iluminação incandescente a petróleo, fabricado pela "Maison Barbier, Bernardo e Turenne". Esse sistema encontra-se em perfeito estado até aos dias de hoje. Uma buzina foi instalada em 1913 e, em 1947, um radiofarol não-direcional (NDB), para apoio à navegação aérea.
Atualmente o farol opera com um motor elétrico de 0,5 hp. O equipamento antigo é mantido para casos de emergência. Quatro suboficiais da Marinha mantêm o farol em operação, num rodízio de três meses por equipe. Eles dispõem de celular e Internet e se alimentam com comida congelada levada de terra e com frutas – manga, coco, pitanga, limão e caqui, entre outras – das ávores existentes na ilha.

## Outras informações
- Local e farol vedados ao acesso público
- Características da luz: relâmpago 0,5s, oclusão 5,5s, relâmpago 0,5s, oclusão 5,5s, relâmpago 0,5s, oclusão 5,5s.
- Estação DGPS
- Estação NDB: frequência 315 kHz, potência 0,2 kW, alcance 300 m.[6][7]